# Óscar Álvarez Sanjuán
Óscar Álvarez Sanjuán (Barcelona, 9 de junio de 1977), conocido como Óscar Álvarez es un exjugador que actuaba como defensa central y actual entrenador de fútbol español. Actualmente dirige a la Unió Esportiva Costa Brava de la Primera División RFEF. 
Su padre, Quique Costas, y su hermano, Quique Álvarez, han sido también futbolistas profesionales.

## Trayectoria

### Como jugador
Es un defensa formado en la cantera del FC Barcelona, con el que debuta en la temporada 1994-15 en el filial azulgrana. En las filas del FC Barcelona B jugaría varias temporadas con el que debuta en la Segunda División de España, disputando 34 partidos en la temporada 1998-99, su última en el filial. 
En la temporada 1999-00, firma por el Real Oviedo de la Primera División de España, pero apenas aparece en tres partidos.
En la temporada 2000-01, el defensa es cedido a la UE Lleida y al realizar una buena temporada, la temporada siguientes es repescado por el Real Oviedo para jugar en la Segunda División de España. 
En la temporada 2001-02, el defensa disputa 32 partidos con el conjunto ovetense.
En verano de 2002, firma por el CD Tenerife en el que jugaría durante tres temporadas. 
En la temporada 2005-06, regresa a Cataluña para militar en el Nàstic de Tarragona de la Segunda División de España, con el que lograría el ascenso a la Primera División. 
Tras su paso por el Nàstic de Tarragona, en la temporada 2007-08 firma por el Orihuela CF de la Segunda División B de España.
En la temporada 2008-09, firma por el Girona FC de la Segunda División de España, en el que juega durante dos temporadas.
En la temporada 2010-11, se compromete con el CE L'Hospitalet de la Segunda División B de España.
En verano de 2011, firma por la UE Llagostera, en la que disputa tres temporadas en la Segunda División B de España, antes de retirarse en 2014.

### Como entrenador
Tras retirarse como jugador de fútbol, en la temporada 2016-17, se convierte en segundo entrenador de Oriol Alsina en las filas de la UE Llagostera de la Segunda División B de España. 
En la temporada 2018-19, vuelve a convertirse en segundo entrenador de la UE Llagostera.
El 11 de septiembre de 2019, firma como segundo entrenador del Valencia CF de la Primera División de España, siendo asistente de Albert Celades en el banquillo ché, al que dirige en 43 partidos.
El 1 de julio de 2020, regresa a la UE Llagostera de la Segunda División B de España, para convertirse en segundo entrenador del conjunto catalán a las órdenes de Oriol Alsina.
En la temporada 2021-22, Óscar pese a tener licencia de segundo entrenador, aparecería en las actas como primer entrenador de la Unió Esportiva Costa Brava de la Primera División RFEF.

## Clubes

### Como jugador
| Club                   | País   | Año       |
| ---------------------- | ------ | --------- |
| FC Barcelona B         | España | 1995–1999 |
| Real Oviedo            | España | 1999–2002 |
| UE Lleida (cedido)     | España | 2000–2001 |
| CD Tenerife            | España | 2002–2005 |
| Gimnàstic de Tarragona | España | 2005–2007 |
| Orihuela CF            | España | 2007–2008 |
| Girona FC              | España | 2008–2010 |
| CE L'Hospitalet        | España | 2010–2011 |
| U. E. Llagostera       | España | 2011–2014 |

### Como entrenador
| Club                                  | País   | Año           |
| ------------------------------------- | ------ | ------------- |
| U. E. Llagostera (segundo entrenador) | España | 2016-2017     |
| U. E. Llagostera (segundo entrenador) | España | 2018-2019     |
| Valencia CF (segundo entrenador)      | España | 2019-2020     |
| U. E. Llagostera                      | España | 2020-Presente |